# Yūichi Mizutani
Yūichi Mizutani (jap. 水谷雄一 Mizutani Yūichi; ur. 26 maja 1980) – japoński piłkarz występujący na pozycji bramkarza.

## Kariera klubowa
Od 1999 do 2014 roku występował w klubach Shonan Bellmare, Avispa Fukuoka, Cerezo Osaka, Kashiwa Reysol, Kyoto Sanga FC i Kataller Toyama.